# Trofeo Art Ross

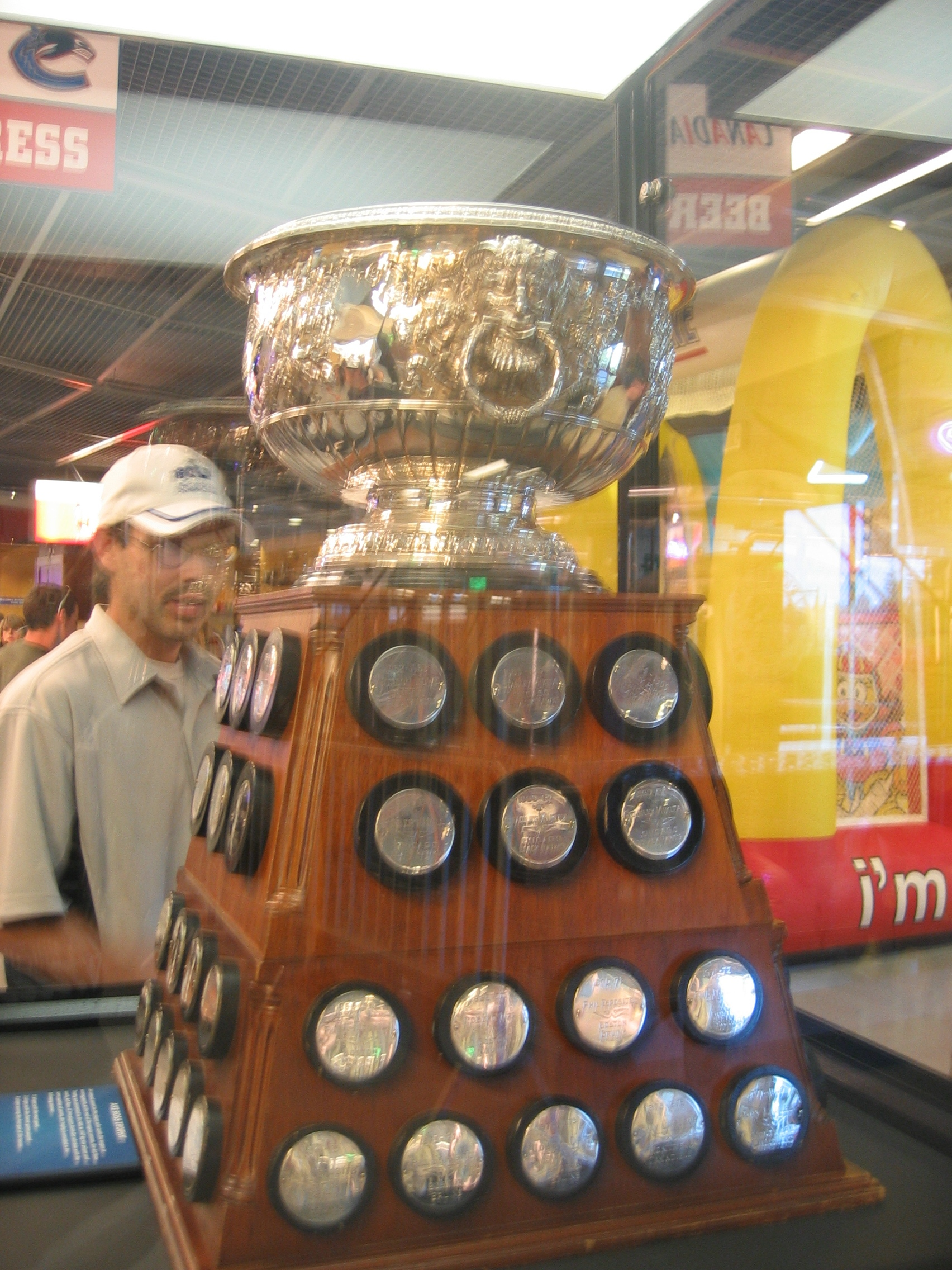
El Trofeo Art Ross en Vancouver.

El Trofeo Art Ross (en inglés Art Ross Memorial Trophy o sólo Art Ross Trophy) es entregado por la National Hockey League al jugador con la mayor cantidad de puntos (suma de goles y asistencias) al final de la fase regular. Se entregó por primera vez en la temporada 1947-48.
En caso de empate entre dos o más jugadores, el jugador con más goles es declarado ganador. En caso de persistir el empate, se recurriría a la cantidad de partidos jugados (ganaría el jugador con menos participaciones) o a los partidos en anotar el primer gol. Si el empate continúa ambos jugadores comparten el trofeo. 
El trofeo se llama así en homenaje a Arthur Howie "Art" Ross, quien fue jugador de hockey, además de árbitro, entrenador y gerente. Ross jugó como defensa durante 14 años, consiguiendo dos Stanley Cup (una con los Kenora Thistles en 1907 y otra con los Montreal Wanderers en 1908. Más tarde ejercería como árbitro y finalmente como mánager-entrenador de los Boston Bruins cuando estos se incorporaron a la National Hockey League, llevándolos a conquistar tres Stanley Cup. En 1945 fue elegido para formar parte del Salón de la Fama del Hockey.
Wayne Gretzky ostenta el récord de más trofeos conseguidos, con 10 en 20 años de carrera deportiva. Entre los años 1981 y 2001 sólo tres jugadores ganaron el Trofeo Art Ross: Gretzky, Mario Lemieux y Jaromir Jagr.
Joe Thornton ganó el trofeo en 2005-2006 con los San Jose Sharks tras haber sido traspasado en mitad de la temporada por los Boston Bruins. De esta manera, se ha convertido en el único jugador de la historia de la NHL en ganar el trofeo tras haber sido traspasado en plena liga. 

## Ganadores del Trofeo Art Ross
- 2021-22 - Connor McDavid, Edmonton Oilers, 123
- 2020-21 - Connor McDavid, Edmonton Oilers, 105
- 2019-20 - Leon Draisaitl, Edmonton Oilers, 110
- 2018-19 - Nikita Kucherov, Tampa Bay Lightning, 128
- 2017-18 - Connor McDavid, Edmonton Oilers, 108
- 2016-17 - Connor McDavid, Edmonton Oilers, 100
- 2015-16 - Patrick Kane, Chicago Blackhawks, 106
- 2014-15 - Jamie Benn, Dallas Stars, 87
- 2013-14 - Sidney Crosby, Pittsburgh Penguins, 104
- 2012-13 - Martin St. Louis, Tampa Bay Lightning, 60
- 2011-12 - Evgeni Malkin, Pittsburgh Penguins, 109
- 2010-11 - Daniel Sedin, Vancouver Canucks, 104
- 2009-10 - Henrik Sedin, Vancouver Canucks, 112
- 2008-09 - Evgeni Malkin, Pittsburgh Penguins, 113
- 2007-08 - Alexander Ovechkin, Washington Capitals,112
- 2006-07 - Sidney Crosby, Pittsburgh Penguins, 120
- 2005-06 - Joe Thornton, Boston Bruins/San Jose Sharks, 125
- 2004-05 - Vacante por la huelga de jugadores
- 2003-04 - Martin St. Louis, Tampa Bay Lightning, 94
- 2002-03 - Peter Forsberg, Colorado Avalanche, 106
- 2001-02 - Jarome Iginla, Calgary Flames, 96
- 2000-01 - Jaromir Jagr, Pittsburgh Penguins, 121
- 1999-00 - Jaromir Jagr, Pittsburgh Penguins, 96
- 1998-99 - Jaromir Jagr, Pittsburgh Penguins, 127
- 1997-98 - Jaromir Jagr, Pittsburgh Penguins, 102
- 1996-97 - Mario Lemieux, Pittsburgh Penguins, 122
- 1995-96 - Mario Lemieux, Pittsburgh Penguins, 161
- 1994-95 - Jaromir Jagr, Pittsburgh Penguins, 70
- 1993-94 - Wayne Gretzky, Los Angeles Kings, 130
- 1992-93 - Mario Lemieux, Pittsburgh Penguins, 160
- 1991-92 - Mario Lemieux, Pittsburgh Penguins, 131
- 1990-91 - Wayne Gretzky, Los Angeles Kings, 163
- 1989-90 - Wayne Gretzky, Los Angeles Kings, 142
- 1988-89 - Mario Lemieux, Pittsburgh Penguins, 199
- 1987-88 - Mario Lemieux, Pittsburgh Penguins, 168
- 1986-87 - Wayne Gretzky, Edmonton Oilers, 183
- 1985-86 - Wayne Gretzky, Edmonton Oilers, 215
- 1984-85 - Wayne Gretzky, Edmonton Oilers, 208
- 1983-84 - Wayne Gretzky, Edmonton Oilers, 205
- 1982-83 - Wayne Gretzky, Edmonton Oilers, 196
- 1981-82 - Wayne Gretzky, Edmonton Oilers, 212
- 1980-81 - Wayne Gretzky, Edmonton Oilers, 164
- 1979-80 - Marcel Dionne, Los Angeles Kings, 137
- 1978-79 - Bryan Trottier, New York Islanders, 134
- 1977-78 - Guy Lafleur, Montreal Canadiens, 132
- 1976-77 - Guy Lafleur, Montreal Canadiens, 136
- 1975-76 - Guy Lafleur, Montreal Canadiens, 125
- 1974-75 - Bobby Orr, Boston Bruins, 135
- 1973-74 - Phil Esposito, Boston Bruins, 145
- 1972-73 - Phil Esposito, Boston Bruins, 130
- 1971-72 - Phil Esposito, Boston Bruins, 133
- 1970-71 - Phil Esposito, Boston Bruins, 152
- 1969-70 - Bobby Orr, Boston Bruins, 120
- 1968-69 - Phil Esposito, Boston Bruins, 126
- 1967-68 - Stan Mikita, Chicago Blackhawks, 87
- 1966-67 - Stan Mikita, Chicago Blackhawks, 97
- 1965-66 - Bobby Hull, Chicago Blackhawks, 97
- 1964-65 - Stan Mikita, Chicago Blackhawks, 87
- 1963-64 - Stan Mikita, Chicago Blackhawks, 89
- 1962-63 - Gordie Howe, Detroit Red Wings, 86
- 1961-62 - Bobby Hull, Chicago Blackhawks, 84
- 1960-61 - Bernie Geoffrion, Montreal Canadiens, 95
- 1959-60 - Bobby Hull, Chicago Blackhawks, 81
- 1958-59 - Dickie Moore, Montreal Canadiens, 96
- 1957-58 - Dickie Moore, Montreal Canadiens, 84
- 1956-57 - Gordie Howe, Detroit Red Wings, 89
- 1955-56 - Jean Beliveau, Montreal Canadiens, 88
- 1954-55 - Bernie Geoffrion, Montreal Canadiens, 75
- 1953-54 - Gordie Howe, Detroit Red Wings, 81
- 1952-53 - Gordie Howe, Detroit Red Wings, 95
- 1951-52 - Gordie Howe, Detroit Red Wings, 86
- 1950-51 - Gordie Howe, Detroit Red Wings, 86
- 1949-50 - Ted Lindsay, Detroit Red Wings, 78
- 1948-49 - Roy Conacher, Chicago Blackhawks, 68
- 1947-48 - Elmer Lach, Montreal Canadiens, 61